# فالدوني فريري
فالدوني فريري (بالبرتغالية: Raudinei Anversa Freire‏) (18 يوليو 1965 في ساو باولو في البرازيل – )؛ هو لاعب كرة قدم سابق كان يلعب كمهاجم.

## وصلات خارجية
- فالدوني فريري على موقع رابطة كرة القدم اليابانية للمحترفين (اليابانية)
- فالدوني فريري على موقع قاعدة بيانات كرة القدم.إي يو (الإنجليزية)
- فالدوني فريري على موقع عالم كرة القدم.نت (الإنجليزية)